# Angelo Acerbi
Angelo Acerbi (Sesta Godano, 23 de setembro de 1925) é um cardeal e diplomata italiano da Igreja Católica que pertence ao serviço diplomático da Santa Sé.

## Vida
Acerbi foi ordenado diacono em 12 de outubro de 1947 e ordenado sacerdote pela diocese de La Spezia-Sarzana-Brugnato em 27 de março de 1948 por Giovanni Sismondo. Após concluir o doutorado em direito canônico, obteve a licenciatura em teologia em 1954. Foi educado na Pontifícia Academia Eclesiástica ("Pontificia Accademia Ecclesiastica") e nomeado para o serviço diplomático da Santa Sé.
Depois de trabalhar nas nunciaturas da Colômbia, Brasil, Japão e França, bem como no Departamento de Relações Intergovernamentais da Secretaria de Estado, foi nomeado arcebispo titular de Zella e pró-núncio na Nova Zelândia e Oceania pelo Papa Paulo VI em 22 de junho de 1974. Recebeu a ordenação episcopal em 30 de junho de 1974 de Paulo VI, coadjuvado por Giovanni Benelli, Substituto da Secretaria de Estado, e por Duraisamy Simon Lourdusamy, oficial da Congregação para a Evangelização dos Povos.
Em 14 de agosto de 1979, o Papa João Paulo II o nomeou Núncio Apostólico na Colômbia, em 28 de março de 1990, Núncio na Hungria, em 13 de janeiro de 1994, Núncio na República da Moldávia , e de 8 de fevereiro de 1997, até sua renúncia. Núncio nos Países Baixos. Em 27 de fevereiro de 2001, João Paulo II aceitou o pedido de Angelo Acerbi para renunciar ao serviço diplomático da Santa Sé por motivos de idade e em 21 de junho de 2001 nomeou-o Prelado da Ordem de Malta . Acerbi é a Grã-Cruz Bailli de Honra e Devoção da Ordem. Em 4 de julho de 2015, Jean Laffitte o sucedeu como prelado da Ordem de Malta.
Durante o Angelus de 6 de outubro de 2024, Papa Francisco anunciou que o criaria cardeal no Consistório de 7 de dezembro de 2024. Por ter mais de 80 anos no momento do anúncio, será um cardeal não-votante em um eventual Conclave. Recebeu o barrete vermelho, o anel cardinalício e o título de cardeal-diácono de Santos Anjos da Guarda na Città Giardino. É o mais idoso membro do Colégio dos Cardeais.